# Leitklasse
Leitklassen (auch Nizza-Klassifikation) dienen beim Deutschen Patent- und Markenamt und auch international zur Abgrenzung nach dem Verwendungszweck einer Erfindung oder eines Geschmackmusters (Firmen- oder Produktlogo). Leitklassen dienen somit zur Einteilung von Märkten nach Produktkategorien.